# Столкновение автомобиля с подводной лодкой
Столкновение автомобиля с подводной лодкой — происшествие, случившееся 19 августа 1961 года в шведском городе Люсечиль (лен Вестра-Гёталанд).
Частный автомобиль марки Volvo PV544, зарегистрированный в лене Стокгольм, был припаркован у здания телефонной станции на улице Фискарегатан. По неизвестной причине машина, в которой никого не было, начала двигаться под уклон в сторону моря. Благополучно миновав крупную партию бочек с сельдью, только что выгруженную с прибывшего из Исландии судна, автомобиль пересёк идущую вдоль моря улицу Сёдра-Хамнгатан и врезался в носовую часть стоявшей у причала подводной лодки Bävern («Бобёр») проекта «Хайен III». Передняя часть автомобиля в результате аварии была смята, у подводной лодки оказался помят релинг. Никто из людей не пострадал. Подводная лодка продолжала свою службу до 1980 года, после чего была списана и в следующем году разрезана на металлолом в Оденсе. Дальнейшая судьба автомобиля неизвестна.
Об инциденте сообщило шведское агентство новостей TT, информация появилась в шведских газетах. На месте происшествия оказался редактор городской газеты «Курирен» Ханс Юханссон, сделавший фотографию. Рассказ об этом эпизоде вместе с фотографией Юханссона вошёл в книгу Терье Фреда «Красный шторм» (швед. Röd Storm; 2004).